# 美國沿海州份

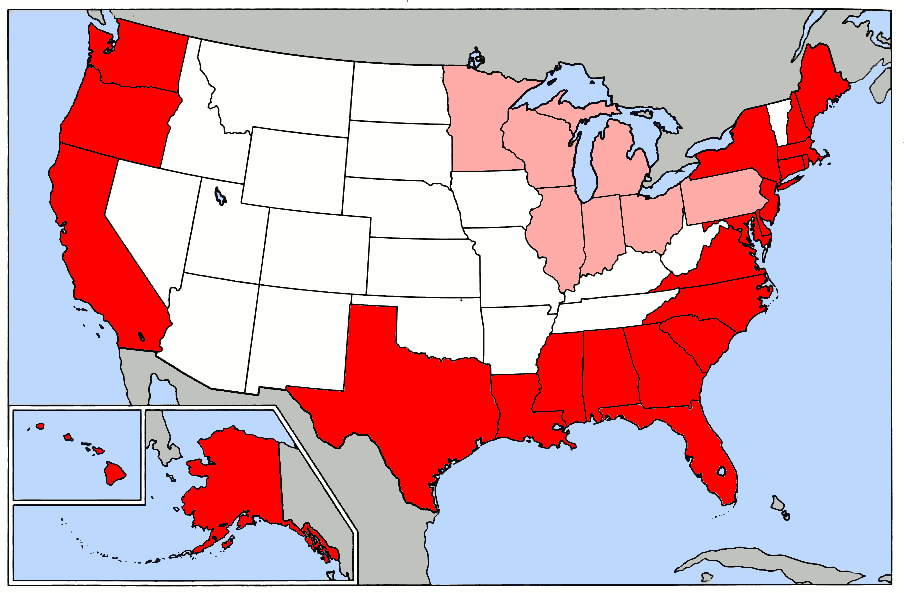
深色為沿海州份，粉紅色為沿湖州份

美國沿海州份（Coastal states）指的是美國所有擁有海岸線的州，包括了海岸、灣岸和湖岸。美國有二十三個州位於海岸或灣岸，另外有八個州瀕臨五大湖。但紐約州兩者皆備，故實際有三十個州可以稱為沿海州份。2004年7月，各州人口估計有171,891,161人。

## 沿海州份

### 大西洋
- 緬因州
- 新罕布夏州
- 麻州
- 康州
- 紐約州
- 新泽西州
- 特拉華州
- 馬里蘭州
- 維吉尼亞州
- 北卡羅萊納州
- 南卡羅萊納州
- 喬治亞州
- 佛羅里達州

### 太平洋
- 華盛頓州
- 俄勒岡州
- 加州
- 夏威夷州
- 阿拉斯加州

### 北冰洋
- 阿拉斯加州

## 沿灣州份
- 佛羅里達州
- 阿拉巴馬州
- 密西西比州
- 路易斯安那州
- 德克薩斯州

## 沿湖州份
- 參看五大湖地區